# Julia den Ældre (Cæsars søster)
Julia var storesøster til Julius Cæsar, den romerske diktator.

## Familie
Julia var det første af tre børn født i Rom i ægteskabet mellem Gaius Julius Cæsar, en senere prokonsul, og hans hustru Aurelia. Det nøjagtige år for Julias fødsel kendes ikke, men det må næsten med sikkerhed have været før 103 f.Kr., da hendes yngste søskende Gaius tidligst kan være blevet født i 102 f.Kr., og da der var en søster mellem dem. Hendes navn svarede efter datidens navngivningstradition til hendes fars slægt, Julia. Den Ældre skelner hende fra hendes søster Julia den Yngre, men ikke fra andre kvinder af Julia-slægten.
Lidt er kendt om Julias liv, hun kan have været gift to gange, en gang med en vis Pinarius, et medlem af en meget gammel patricierfamilie, og en gang med en vis Pedius, dog vides det ikke hvilket ægteskab der kom først. Hun var bedstemor til Lucius Pinarius og Quintus Pedius, som sammen med deres fætter, Gaius Octavius, barnebarn af Julia den Yngre, var nævnt i diktatorens testamente som Cæsars arvinger. Titus Pinarius, en ven af Cicero, var sandsynligvis et andet barnebarn og bror til Lucius. I hvert fald nogle forskere har foreslået, at Lucius Pinarius og Quintus Pedius var Julias sønner og ikke hendes børnebørn.
Cæsars mor og en af hans søstre aflagde vidnesbyrd mod Publius Clodius Pulcher, da han blev dømt for ugudelighed, f.Kr. 61, men det er usikkert, om søsteren var Julia den Ældre eller Julia den Yngre. Cæsars hustru, Pompeia, havde meldt sig frivilligt til at være vært for festivalen Bona Dea, som mænd var forbudt at deltage i. Under festivalen sneg Clodius ind i Cæsars bolig forklædt som en kvinde, angiveligt for at forføre Pompeia. Selvom Clodius blev frikendt, fik hændelsen Cæsar, dengang Pontifex maximus, til at lade sig skille fra Pompeia, idet han hævdede, at hans hustru skulle være hævet over enhver mistanke.

## Fodnoter
1. ↑  Det vides ikke med sikkerhed om Lucius Pinarius, Cæsars arving, som gjorde tjeneste i triumvirernes hær, skal ses som værende den samme person som Lucius Pinarius Scarpus, som senere tjente under Marcus Antonius, men gik over til Octavian og blev benådet efter Søslaget ved Actium